# Acroscyphella
Acroscyphella es un género de musgos hepáticas de la familia Balantiopsaceae. Comprende 5 especies descritas y de estas, 4 aceptadas.

## Taxonomía
El género fue descrito por N.Kitag. & Grolle  y publicado en Acta Phytotaxonomica et Geobotanica 36: 58. 1985.

## Especies aceptadas
A continuación se brinda un listado de las especies del género Acroscyphella aceptadas hasta diciembre de 2014, ordenadas alfabéticamente. Para cada una se indica el nombre binomial seguido del autor, abreviado según las convenciones y usos.	
- Acroscyphella iwatsukii (N. Kitag.) N. Kitag. & Grolle
- Acroscyphella nitidissima (R.M. Schust.) N. Kitag. & Grolle
- Acroscyphella phoenicorhiza (Grolle) N. Kitag. & Grolle
- Acroscyphella tjiwideiensis (Sande Lac.) N. Kitag. & Grolle

Sinonimia
- Acroscyphus